# St. Kilian (Azendorf)

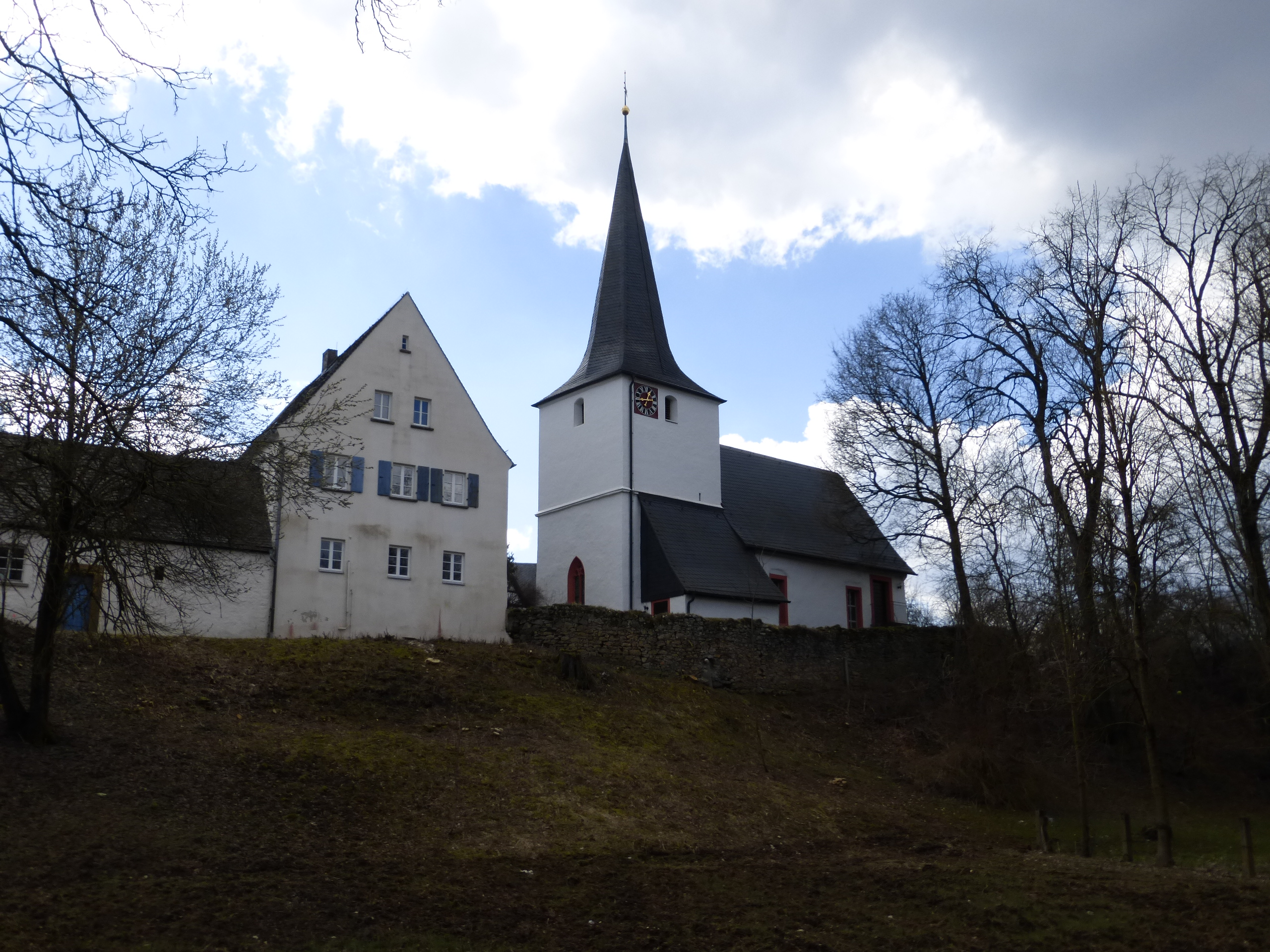
St. Kilian (Azendorf)

Die Evangelische Kirche St. Kilian ist ein denkmalgeschütztes Kirchengebäude im Gemeindeteil Azendorf des Marktes Kasendorf im Landkreis Kulmbach  (Oberfranken, Bayern). Das Bauwerk ist unter der Denkmalnummer D-4-77-124-34 als Baudenkmal in die Bayerische Denkmalliste eingetragen. Die Kirche gehört zur Kirchengemeinde Azendorf-Peesten im Dekanat Thurnau im Kirchenkreis Bayreuth der Evangelisch-Lutherischen Kirche in Bayern.

## Beschreibung
Die Saalkirche war zugleich eine Wehrkirche. Bis 1886 hatte das spätgotische Langhaus auf der Nordseite nur Schießscharten als Fenster. Der mit einem achtseitigen, spitzen Helm bedeckte Chorturm ist im Kern spätromanisch, sein Obergeschoss beherbergt die Turmuhr und den Glockenstuhl.
Der Chor, d. h. das Erdgeschoss des Chorturms, ist mit einem Kreuzrippengewölbe überspannt. Im Langhaus wurden Emporen eingebaut. Die Kirchenausstattung ist neugotisch. Die Orgel mit neun Registern, zwei Manualen und einem Pedal wurde 1980 von der Baumgartner Orgelbau gebaut.

## Pfarrer
Von denjenigen Geistlichen, welche vor dem Dreißigjährigen Krieg als Pfarrer dahier angestellt gewesen sind, können nur zwei angeführt werden, nämlich Herrmann Felbinger, der im hiesigen Lehenbuche unter dem Jahre 1568 und Moritz Kähelein, der unter dem Jahre 1589 verzeichnet ist. Nach einer Angabe des Pfarrers Rühten war von Felbinger an dem längst nicht mehr vorhandenen Gemälde in der Kirche zu lesen: „Als man schrieb 1545 Jahr / Hermannus Felbinger Pfarrer hier war / Und ist im Predigtamt geblieben / Bis man 1589 geschrieben!“
Die nach dem Dreißigjährigen Kriege in Azendorf angestellt gewesenen Geistlichen sind Folgende (nach der Pfarrbeschreibung 1833/1843, S. 8):
| Name                                   | Amtszeit       | Anmerkungen |
| -------------------------------------- | -------------- | --- |
| Hermann Felbinger                      |                | Erwähnt 1568 im Lehnbuch                                                                                                |
| Moritz Kähelein                        |                | Erwähnt 1589 im Lehnbuch                                                                                                |
| Christoph „Avenarius“ Habermann        | 1655–1692      | Mit ihm fängt das älteste noch existierende Kirchenbuch an; das vorherige ist im Dreißigjährigen Krieg verlorengegangen |
| unbekannt                              | 1692–1797      | Kirchenakten von verschiedenen Personen angelegt                                                                        |
| Gottfried Meissner                     | 1697/1698–1707 | geht 1707 nach Buchau                                                                                                   |
| Johann Georg Schoeps                   | 1707–1709      | geht 1709 nach Kirchklaus                                                                                               |
| Johann Richter                         | 1709–1723      | |
| Johann Georg Friedrich Wolf            | 1723–1729      | geht 1729 nach Berndorf                                                                                                 |
| Heinrich August Donauer                | 1729–1738      | geht 1738 nach Kasendorf                                                                                                |
| Philipp Ludwig Algeier                 | ?–1751         | geht 1751 nach Thurnau                                                                                                  |
| Heinrich Christian Schwerdt            | 1751–1771      | geht nach Innedorf |
| Johann Christoph Heinrich Wolf         | 1772–1777      | aus Berndorf; geht 1777 nach Krögelstein                                                                                |
| Johann Georg Christian Beck            | 1777–1780      | geht 1780 nach Peesten                                                                                                  |
| Johann Georg Poehlmann                 | 1780–1781      | geboren am 12.05.1753 in Altenreuth; stirbt 1833 in Trausdorf                                                           |
| Johann Heinrich Christian Körbitz      | 1781–1795      | geboren am 19. November 1757 in Seibelsdorf                                                                             |
| Johann Adam Friedrich Raithel          | 1795–1797      | geboren am 17. März1767 in Heinrichsgrün; geht 1797 nach Heiligenstadt                                                  |
| Heinrich Christian Haberstumpf         | 1797–1813      | geboren am 12. Juli 1766 zu Birk bei Creußen; geht 1813 nach Birk                                                       |
| unbesetzt                              | 1813–1814      | durch Philipp Gottlieb August Keyssler (Pfarrer in Thurnau) mitverwaltet                                                |
| Johann Friedrich Carl Loew             | 1814–1819      | geboren am 13. Januar 1790; geht 1819 nach Thurnau                                                                      |
| Andreas Dorst                          | 1819–1822      | zugleich 2. Pfarrer in Thurnau                                                                                          |
| Johann Georg Söllheim                  | 1822–1826      | geboren am 30. September 1793 zu Forkendorf; zugleich 2. Pfarrer zu Kasendorf; geht 1826 nach Peesten                   |
| Christoph Heinrich Herding             | 7 Wochen       | zugleich Pfarrer zu Krögelstein                                                                                         |
| Friedrich Heinrich Johann Hall         | 1826–1832      | geboren am 23. März 1800 zu Selb; geht 1832 nach Berndorf                                                               |
| Georg Friedrich Carl Gebhard           | 1832– ?        | |
| J. Mtth. Rupprecht                     | 1835–1838      | geboren am 05. August 1805 in Nürnberg; geht 1838 nach Krögelstein                                                      |
| G. Ad. Dan. J. Aug. K. E. W. F. Börger | 1838–1841      | geboren am 29. November 1809 in Bayreuth; geht 1841 nach Thurnau                                                        |
| Jac. Amos                              | 1842–1851      | geboren am 10. Oktober 1813 in Bayreuth; geht 1851 nach Mangersreuth                                                    |
| Brtr. F. Cph. Aug. Bayer               | 1855– ?        | geboren am 10. Juli 1814 in St. Georgen                                                                                 |